# Планета 51
Планета 51 (енгл. Planet 51) је рачунарски-анимирани научно-фантастична комедија филм из 2009. године у режији Хорхе Бланко, сценариста Џо Стилмен, а главне улоге играју Двејн Џонсон, Џесика Бил, Џастин Лонг, Гари Олдман, Шон Вилијам Скот и Џон Клиз.
Mеђународна копродукција шпанских, британских и америчких компанија, и продуцирана од стране Ilion Animation Studios и HandMade Films, филм је првобитно набављен за Северне Америке дистрибуцију од стране New Line Cinema, али је затим продат Sony Pictures пре завршетка.
Филм Планета 51 продуциран је као дебитантски филм Ilion Animation Studios-а и издат је у биоскопима 20. новембра 2009. године, дистрибутера TriStar Pictures-а. Филм је биоскопски издат 3. децембар 2009. године у Србији, дистрибутера Taramount Film-а. Српску синхронизацију

## Радња
Планета 51 је анимирана авантура/комедија са ванземаљцима која прати причу америчког астронаута капетана Чарлса „Чака” Бејкера који слеће на Планету 51 мисли да је он прва особа која је ту ногом крочила. На његово велико изненађење, откриће да је ова планета насељена малим зеленим људима који срећно живе у блаженом свету са „кућицама у цвећу” који много подсећа на Америку из 50-тих година. Њихов једини страх је да ће тај свет угрозити освајачи из свемира попут Чака! Уз помоћ роботског сапутника „Ровера” и његовог новог пријатеља Леме, Чак ће морати да пронађе пут кроз задивљујуће али и збуњујуће пределе Планете 51 како би избегао да постане трајни становник одељка музеја под називом „Освајачи из свемира”.

## Улоге
| Улога          | Оригинални глас  | Српски глас         |
| -------------- | ---------------- | ------------------- |
| Лем            | Џастин Лонг      | Небојша Миловановић |
| Чак Бејкер     | Стена Џонсон     | Иван Босиљчић       |
| Скиф           | Шон Вилијам Скот | Наташа Балог        |
| Нира           | Џесика Бил       |                     |
| Генерал Грол   | Гари Олдман      |                     |
| Професор Кипл  | Џон Клиз         |                     |
| Војник Весклин | Метју Хорн       |                     |
| Војник Вернкот | Џејмс Корден     |                     |
| Глар           | Алан Мериот      |                     |
| Шефе Горлок    | Руперта Дега     |                     |